# 24-Stunden-Rennen von Zolder
Das 24-Stunden-Rennen von Zolder ist ein Langstreckenrennen für Sportwagen das auf der Rennstrecke von Zolder in Belgien ausgetragen wird.
Das Rennen findet seit 1983, bis auf 1988, jährlich statt. Die Länge einer Runde beträgt 4,011 km.
Seit 2009 wird auch ein 24-Stunden-Rennen für Rennradfahrer veranstaltet.

## Reglement

### Seit 2012 gültige Änderungen
Nach immer stärker rückläufigen Starterzahlen wurde eine Diskussion um die Zukunft des Rennens begonnen. Es wurde sogar über eine Auszeit für das Rennen nachgedacht.
Doch die immer noch begeisterten belgischen Zuschauer veranlassten stattdessen zu einem neuen, offeneren Reglement.
Besonders die 'Special Open Trophy' ist neu und so bei einem 24-Stunden-Rennen einzigartig, bei ihr starten Lotus-Seven und CN-Prototypen.
Die offene GT-Klasse sorgt für die Teilnahme stärkerer Fahrzeuge.

### Fahrzeuge
Am Rennen dürfen Fahrzeuge verschiedener Typen teilnehmen:
- GT-Fahrzeuge
- Tourenwagen
- 'Silhouette racing car'
- Cup-Fahrzeuge
- CN-Fahrzeuge
- Sportwagen
- Youngtimer
- Oldtimer

### Fahrer
Teilnehmende Fahrer müssen eine entsprechende Rennlizenz besitzen:
- Internationale C-Lizenz oder höher
- Nationale B-Lizenz (belgisch) für GT3-Fahrzeuge
- Nationale C-Lizenz (belgisch)

## Live-Übertragung
Auf der offiziellen Webseite der Veranstaltung wurden 2012 Teile des Rennens in einem Video-Livestream übertragen.
Das belgische Fernsehen überträgt das Rennen live.

## Gesamtsieger

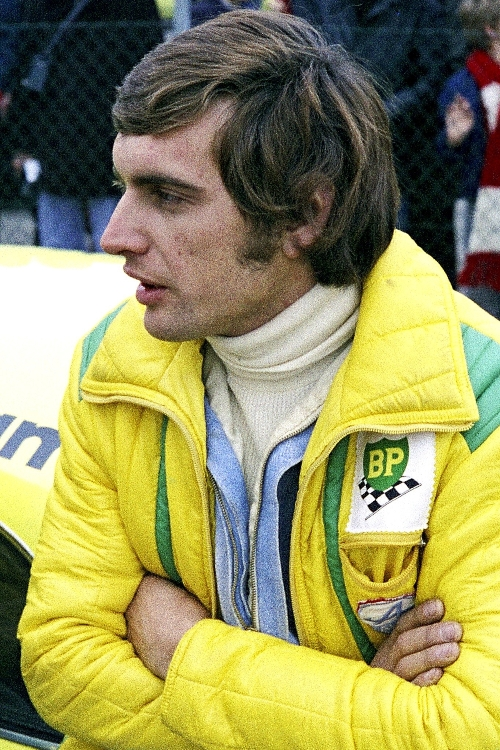
Albert Vanierschot (Foto aus 1975) konnte das Rennen dreimal mit einem Gesamtsieg beenden

| Jahr | Team                         | Gesamtsieger                                                                      | Fahrzeug                | Distanz     |
| ---- | ---------------------------- | --------------------------------------------------------------------------------- | ----------------------- | ----------- |
| 1983 |                              | Albert Vanierschot Raymond Raus                                                   | Renault 5 Turbo         |             |
| 1984 |                              | Noël van den Eeckhout de Mey "Gustavson"                                          | BMW 323i                |             |
| 1985 |                              | Noël van den Eeckhout Patrick Dewulf Bruno Clemens                                | BMW 320i                |             |
| 1986 |                              | Patrick Slaus Bernard Bormans Charles Geeraerts                                   | BMW PSR                 |             |
| 1987 |                              | Étienne Dumortier Jean-Marie Baert Plash                                          | Volvo 240 Turbo         |             |
| 1988 | Kein Rennen                  | Kein Rennen                                                                       | Kein Rennen             | Kein Rennen |
| 1989 |                              | Philippe de Craene R. van Peteghem de Puyseleyr                                   | Porsche 911 Carrera     |             |
| 1990 | JED2 Racing                  | Étienne Dumortier D. Dumortier Baudoin de Rosee                                   | Volvo 240 Turbo         |             |
| 1991 | ERCO                         | Marc Dries Jean Wiels Kurt Thiers                                                 | BMW 325VR               |             |
| 1992 |                              | Michael Beilke Edgar Dören Peter Prosten                                          | Porsche 911 Carrera     |             |
| 1993 |                              | Kurt Dujardyn Eddy Maes Arnold Herreman                                           | Porsche 911 Carrera RS  |             |
| 1994 | GL Racing Team               | Alfons Taels Vincent Dupont Kurt Thiers                                           | Porsche 911 Carrera RS  |             |
| 1995 | GL Racing Team               | Albert Vanierschot Paul Kumpen Georges Cremer                                     | Porsche 911 RSR         | 2792,000 km |
| 1996 | GL Racing Team               | Vincent Dupont Erik Bruynoghe Kurt Dujardyn                                       | Porsche 911 RSR         |             |
| 1997 | Geert van de Venne           | Patrick Huisman Marc Goossens Vincent Vosse                                       | Porsche 911 RSR         | 2848,000 km |
| 1998 | Geert van de Venne           | Patrick Huisman Marc Goossens Thierry Boutsen                                     | Porsche 911 RSR         | 2772,000 km |
| 1999 | VW-Audi Club                 | Jean-François Hemroulle Tim Verbergt Marcel Tarrès                                | Audi A4                 | 2784,000 km |
| 2000 | GLPK Racing                  | Stéphane Cohen Anthony Kumpen Marc Duez                                           | Chrysler Viper GTS-R    | 3032,000 km |
| 2001 | AD Sport                     | Albert Vanierschot Freddy van Roey Tim Verbergt                                   | Porsche 911 GT3-RS      | 3092,000 km |
| 2002 | GLPK Racing                  | Anthony Kumpen Mike Hezemans Bert Longin Vincent Dupont                           | Chrysler Viper GTS-R    | 3109,000 km |
| 2003 | GLPK Racing                  | Anthony Kumpen Mike Hezemans Bert Longin Vincent Dupont                           | Chrysler Viper GTS-R    | 3121,000 km |
| 2004 | GLPK Racing                  | Anthony Kumpen Mike Hezemans Bert Longin Pedro Lamy                               | Chrysler Viper GTS-R    | 3117,000 km |
| 2005 | SRT                          | Marc Goossens David Hart Guy Verheyen Jan Heylen                                  | Chevrolet Corvette C5-R | 3205,000 km |
| 2006 | SRT                          | David Hart Marc Duez Maxime Soulet Tom Cloet                                      | Chevrolet Corvette C5-R | 3321,000 km |
| 2007 | GPR Racing                   | Guillaume Dumarey Maxime Soulet Marc Goossens Maxime Dumarey                      | Porsche 997 GT3 Cup     | 3291,000 km |
| 2008 | GPR Racing                   | Bart Couwberghs Ruben Maes Heinz Bonnaerens Ward Sluys                            | Porsche 997 GT3 Cup S   | 3209,000 km |
| 2009 | ProSpeed Competition         | Rudi Penders Franz Lamot David Loix Louis Machiels                                | Porsche 911 GT3 RS      | 3385,000 km |
| 2010 | First Motorsport             | Bert Longin Anthony Kumpen Frank Beliën Henk Haane                                | Porsche 997 GT3 Cup     | 3213,000 km |
| 2011 | W Racing Team                | Bert Longin François Verbist Enzo Ide Xavier Maassen                              | Audi R8 LMS             | 3281,000 km |
| 2012 | W Racing Team                | Laurens Vanthoor Anthony Kumpen Marco Bonanomi Edward Sandström                   | Audi R8 LMS             | 3449,000 km |
| 2013 | Belgium Racing               | Dylan Derdaele Kenneth Heyer Bert Redant Frank Thiers                             | Porsche 997 GT3 Cup     | 3186,000 km |
| 2014 | Belgium Racing               | Dylan Derdale Kenneth Heyer Peter Hoevenaars Frank Thiers                         | Porsche 997 GT3 Cup     | 3219,000 km |
| 2015 | Belgium Racing               | Dylan Derdale Kenneth Heyer Peter Hoevenaars Marc Goossens                        | Porsche 991 GT3 Cup     | 3184,000 km |
| 2016 | Belgium Racing               | Dylan Derdale Kenneth Heyer Peter Hoevenaars Marc Goossens Yannick Hoogaars       | Porsche 991 GT3 Cup     |             |
| 2017 | Scuderia Monza by DVB Racing | Christoff Corten Jeffrey van Hooydonk Gilles Magnus Hans Thiers Frank Thiers      | Norma M20 FC            |             |
| 2018 | Independent Motorsports      | Christian Engelhart Lieven Goegebuer Niels Lagrange Xavier Stevens Dries Vanthoor | Porsche 991 Cup         |             |
| 2019 | Krafft Racing                | Christoff Corten Bert Longin Stienes Longin Giorgio Maggi                         | Norma M20 FC            |             |